# سیارک ۵۸۶۰۸
سیارک ۵۸۶۰۸ (به انگلیسی: 58608 Geroldrichter، نامگذاری:1997UY) پنجاه و هشت هزار و ششصد و هشتمین سیارک کشف شده‌است که در ۲۲ اکتبر ۱۹۹۷ کشف شد.